# Buchneriinae
Buchneriinae Endl., 1839 è una sottotribù di piante parassite, spermatofite, dicotiledoni appartenenti alla famiglia delle Orobanchaceae.

## Etimologia
Il nome della sottotribù deriva dal suo genere tipo Buchnera L., 1753 il cui nome è stato dato in ricordo del botanico Wilhelm Buchner of Nuremberg. Il nome scientifico è stato definito dal botanico, numismatico e orientalista austriaco Stephan Ladislaus Endlicher (Pressburg, 24 giugno 1804 – Vienna, 28 marzo 1849) nella pubblicazione "Genera plantarum secundum ordines naturales disposita" del 1839.

## Descrizione

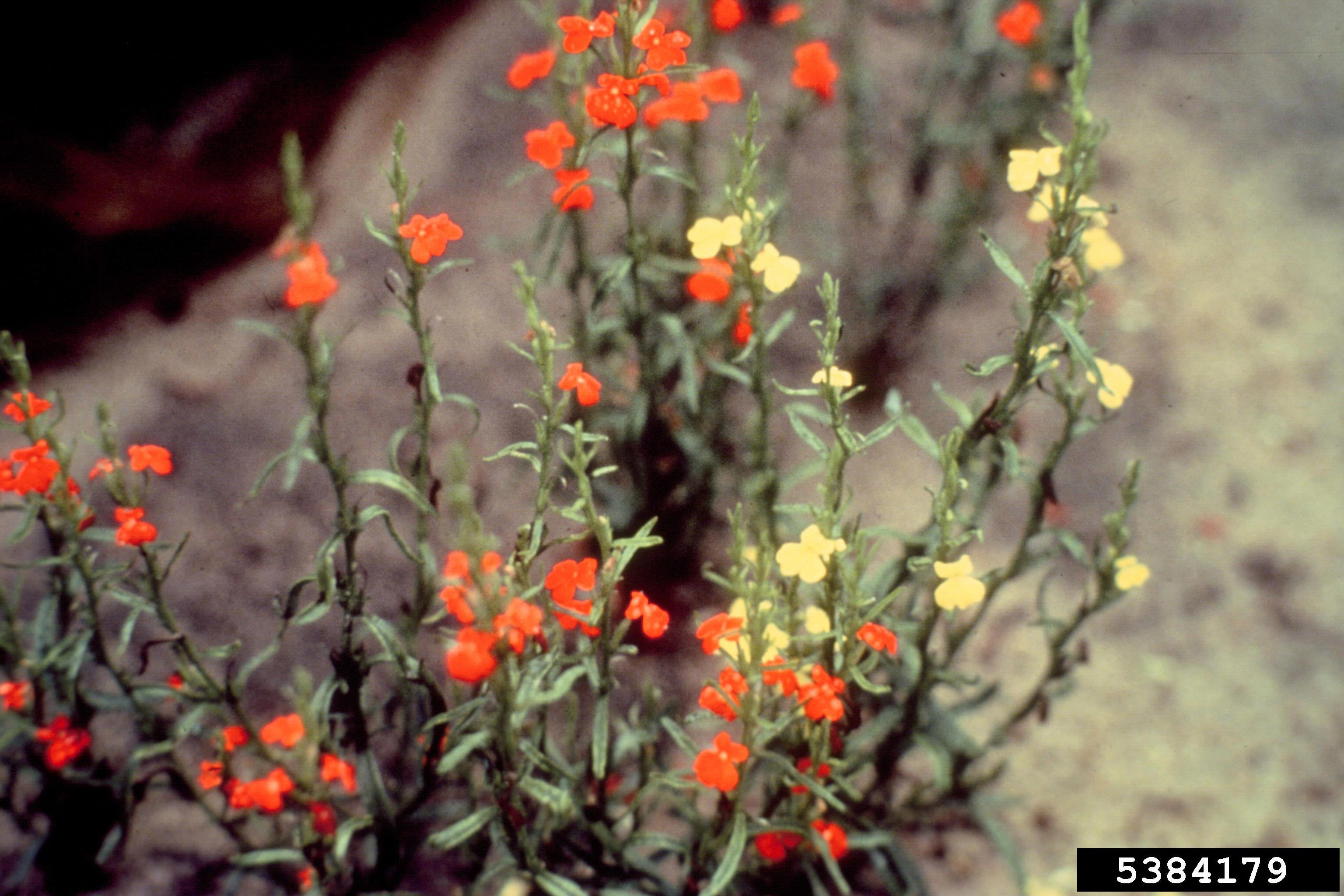
Il portamento
Striga asiatica

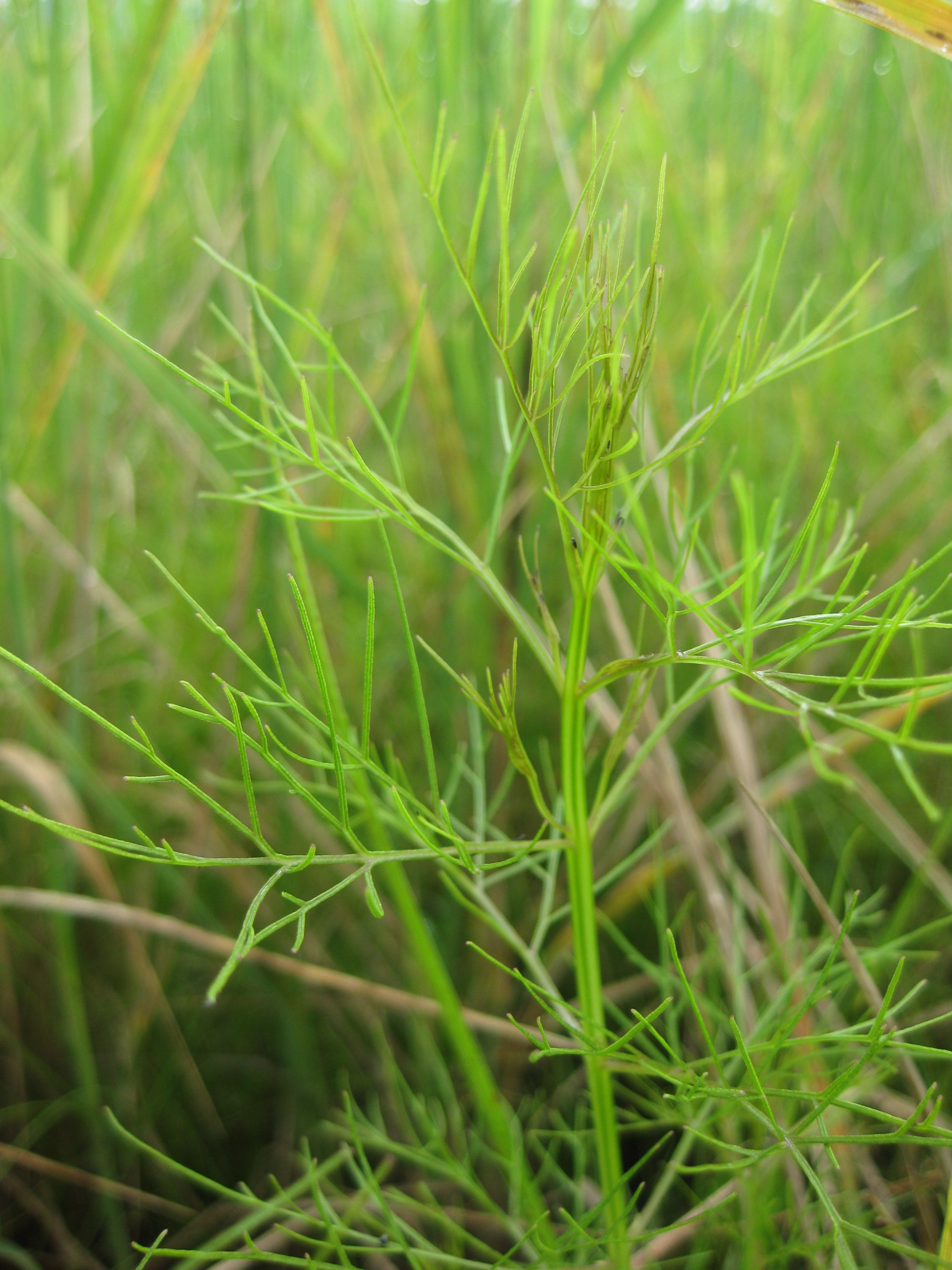
Le foglie
Rhamphicarpa fistulosa

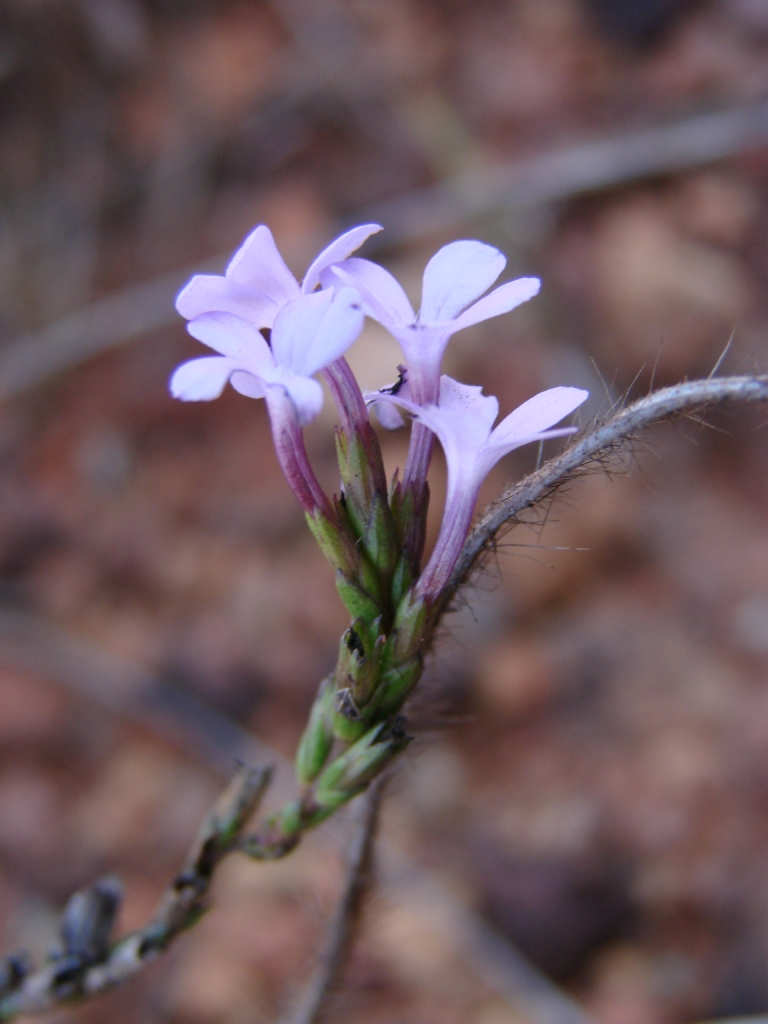
Infiorescenza
Buchnera juncea

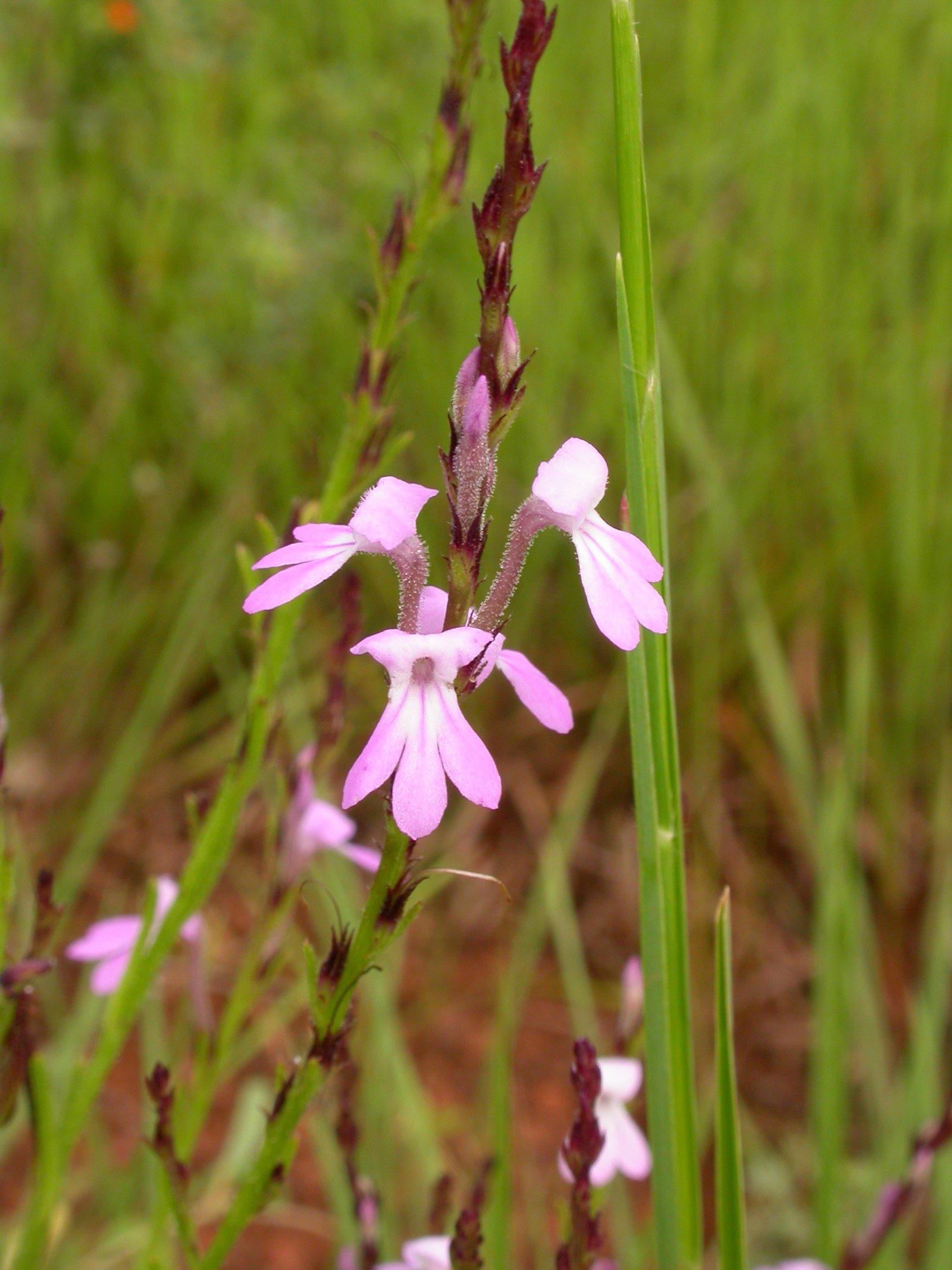
I fiori
Striga bilabiata

- Il portamento delle specie di questa sottotribù è erbaceo (annuale o perenne) o arbustivo o suffruticoso (Tetraspidium). In genere sono piante semiparassite (cioè parassite parziali con clorofilla). I fusti possono essere prostrati, ascendenti o eretti, spesso rigidi, con sezione quadrangolare a causa della presenza di fasci di collenchima posti nei quattro vertici, oppure a sezione rotonda (fusti cilindrici), oppure alati (Pseudostriga). In alcune specie l'apparato radicale si presenta notevolmente addensato per radici avventizie derivate da scaglie sotterranee (Striga). Possono essere presenti glicosidi fenolici e composto iridoidi e "orobanchina" (sostanza che provoca l'annerimento delle foglie al secco). La pubescenza è varia, in genere per peli semplici.[1][4][5][6][7][8]
- Le foglie possono essere sia basali (formano rosette) che cauline. Lungo il caule sono disposte in modo opposto (nella parte superiore possono essere alternate). Possono essere sessili e brevemente picciolate. La lamina ha delle forme da filiformi a lineari-lanceolate oppure ovoidi o orbicolari. Sono presenti lamine pennatosette (bipennatosette). In alcune specie (Striga) le foglie sono ridotte a piccole scaglie lanceolato-lineari. L'apice può essere acuminato o ottuso e i bordi sono da interi a regolarmente (o grossolanamente) dentati. Le stipole sono assenti. Nel secco le foglie anneriscono.
- Le infiorescenze sono indefinite o del tipo a racemo con portamento ascellare e formate da pochi fiori (mediamente 3); possono essere presenti alcune (tipicamente 2) bratteole del peduncolo fiorale. I fiori sono sessili o subsessili.
- I fiori sono ermafroditi, zigomorfi e tetraciclici (ossia formati da 4 verticilli: calice– corolla – androceo – gineceo) e pentameri (i verticilli del perianzio hanno 5 elementi). Alcune specie (Rhamphicarpa) hanno fiori notturni.

- Formula fiorale. Per la famiglia di queste piante viene indicata la seguente formula fiorale:

x K (5), [C (2 + 3), A 2 + 2], G (2), supero, capsula.
- Il calice è gamosepalo a forma da tubolare a campanulata (in alcune specie è spatolato) con la superficie percorsa da 10 venature o coste. Termina con 4 - 5 denti.

- La corolla è gamopetala con un tubo da cilindrico a campanulato da debolmente a fortemente arcuato e termina con 4 - 5 lobi subuguali embricati. Oppure è bilabiata (Striga) anche fortemente con il labbro superiore più corto e quello inferiore trilobato. La superficie della corolla può essere ricoperta da peli ghiandolari. I colori della corolla sono blu, violetto, porpora, rosso, scarlatto, giallo, arancio o bianco.

- L'androceo è formato da 4 stami didinami inclusi (il quinto a volte può essere presente come staminoide). I filamenti sono adnati alla corolla. Le antere, sagittate, hanno una sola teca per aborto dell'altra; la posizione è dorsofissa; all'apice sono mucronate. La deiscenza è mediante due fessure longitudinali. Le sacche polliniche sono divergenti con granuli pollinici spesso tricolporati.

- Il gineceo è bicarpellare (sincarpico - formato dall'unione di due carpelli connati) ed ha un ovario supero biloculare con forme da ovoidi a tubolari o compresse. La placentazione è assile (con placente indivise) o parietale (con placente divise e libere). Gli ovuli sono numerosi per ogni loculo e hanno un solo tegumento e sono tenuinucellati (con la nocella, stadio primordiale dell'ovulo, ridotta a poche cellule). Lo stilo è corto con uno stigma capitato, clavato o bilobo. Il disco nettarifero è presente attorno alla base dell'ovario.

- Il frutto è una capsula setticida (raramente loculicida) oppure una bacca. I semi sono numerosi, minuti e con forme angolose anche compresse (dorsoventralmente). Spesso sono ricoperti da una struttura reticolare.

## Riproduzione
- Impollinazione: l'impollinazione avviene tramite insetti (impollinazione entomogama) o il vento (impollinazione anemogama).
- Riproduzione: la fecondazione avviene fondamentalmente tramite l'impollinazione dei fiori (vedi sopra).
- Dispersione: i semi cadendo (dopo aver eventualmente percorso alcuni metri a causa del vento - dispersione anemocora) a terra sono dispersi soprattutto da insetti tipo formiche (disseminazione mirmecoria).

## Distribuzione e habitat
Le specie di questa sottotribù sono distribuite soprattutto in Africa con habitat per lo più tropicali. Alcune specie sono presenti anche in Asia, America e Australia.

## Tassonomia
La famiglia di appartenenza di questo gruppo (Orobanchaceae), caratterizzata soprattutto da specie semiparassite, parassite o oloparassite, comprende circa 60 generi con oltre 1700 specie (altre fonti indicano 99 generi con 2060 specie) con una distribuzione cosmopolita. La sottotribù Buchneriinae è descritta all'interno della tribù Buchnereae Benth., una delle 10 tribù nella quale è divisa la famiglia.

### Filogenesi
I generi di questa sottotribù tradizionalmente erano stati posti nella famiglia Scrophulariaceae s.l.; attualmente in seguito ad analisi cladistiche basate sulle caratteristiche del DNA è stata rivista la posizione tassonomica del gruppo e circoscritta nella famiglia Orobanchaceae. L'attuale circoscrizione della sottotribù probabilmente è provvisoria. Studi recenti hanno suddiviso la famiglia in 6 cladi. Il gruppo di questa voce (insieme alla sottotribù Sopubiinae) appartiene al "clade VI" ("core" della famiglia), non definito completamente (mancano all'analisi diverse specie di altri generi e gli stessi Autori della ricerca suggeriscono un ulteriore campionamento di taxa supplementari appartenenti al clade per migliorarne la circoscrizione). Questo clade rappresenta un gruppo morfologicamente eterogeneo di linee tropicali e subtropicali sia del Nuovo Mondo che del Vecchio Mondo relative all'Africa e all'Asia sud-orientale comprendente altre tribù (Orobancheae Lam- & DC., Escobedieea Benth. e Geradieae Benth.). Studi ancora più recenti hanno confermato la stretta relazione filogenetica dei tre generi più importanti della sottotribù (Striga, Buchnera e Cycnium).

### Generi e specie della sottotribù
La sottotribù è formata da 8 generi e circa 165 specie:
| Genere                          | Numero specie                              | Numero cromosomico  | Distribuzione e habitat                                          |
| ------------------------------- | ------------------------------------------ | ------------------- | ---------------------------------------------------------------- |
| Buchnera L., 1753               | Circa 100                                  | 2n = 28 e 40        | Africa tropicale e Nuovo Mondo (16 specie)                       |
| Cycniopsis Engl., 1905          | 2 - 3                                      |                     | Africa del nord-est e Yemen                                      |
| Cycnium E. Mey. ex Benth., 1836 | 15                                         | 2n = 38 e 48        | Africa tropicale                                                 |
| Parastriga Mildbr., 1930        | Una specie: Parastriga alectroides Mildbr. |                     | Africa tropicale centrale e orientale                            |
| Pseudostriga Bonati, 1911       | Una specie: Pseudostriga cambodiana Bonati |                     | Asia del sud-est                                                 |
| Rhamphicarpa Benth., 1836       | 6                                          |                     | Africa tropicale, Madagascar, Turchia, Russia, India e Australia |
| Striga Lour., 1790              | Circa 40                                   | 2n = 24, 36, 40, 80 | Zone tropicali dell'Africa (27 specie), Asia e Australia         |
| Tetraspidium Baker, 1884        | Una specie: Tetraspidium laxiflorum Baker  |                     | Madagascar                                                       |

## Alcune specie

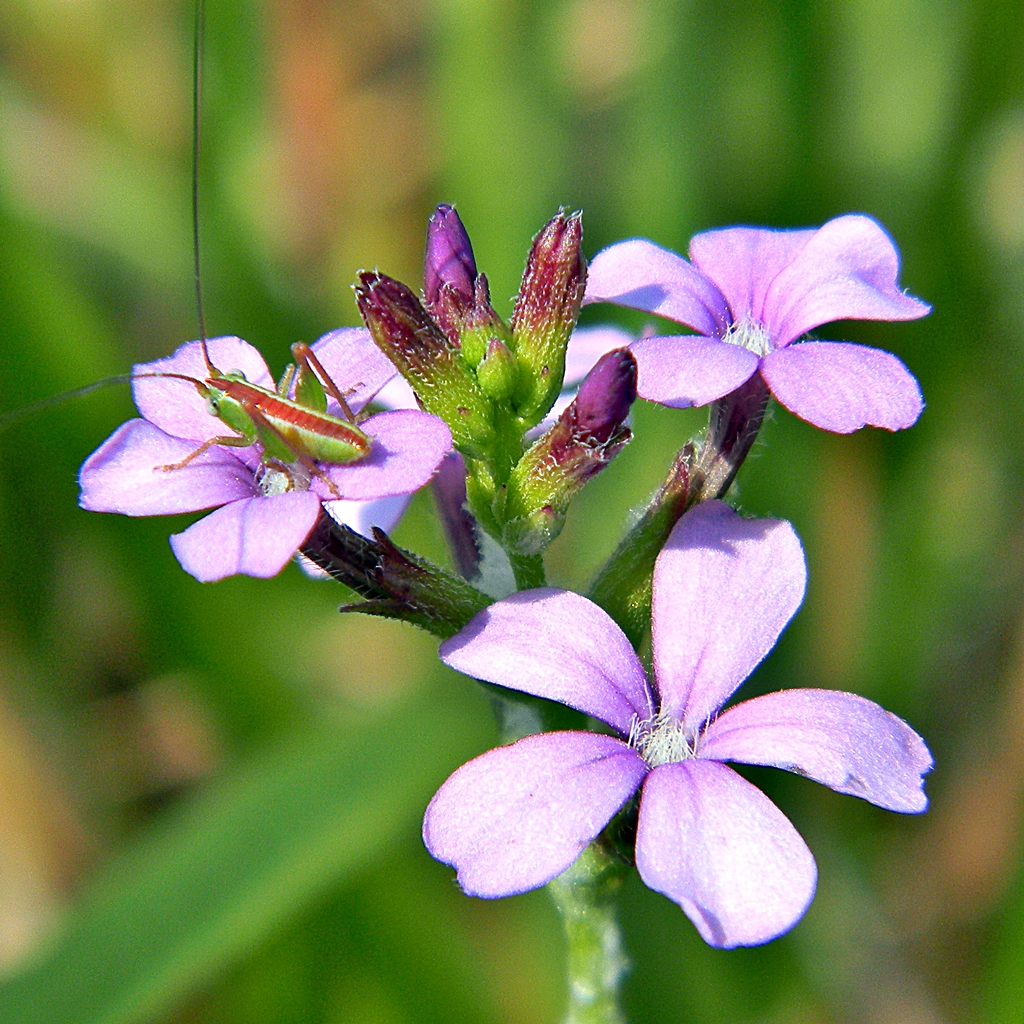
Buchnera americana
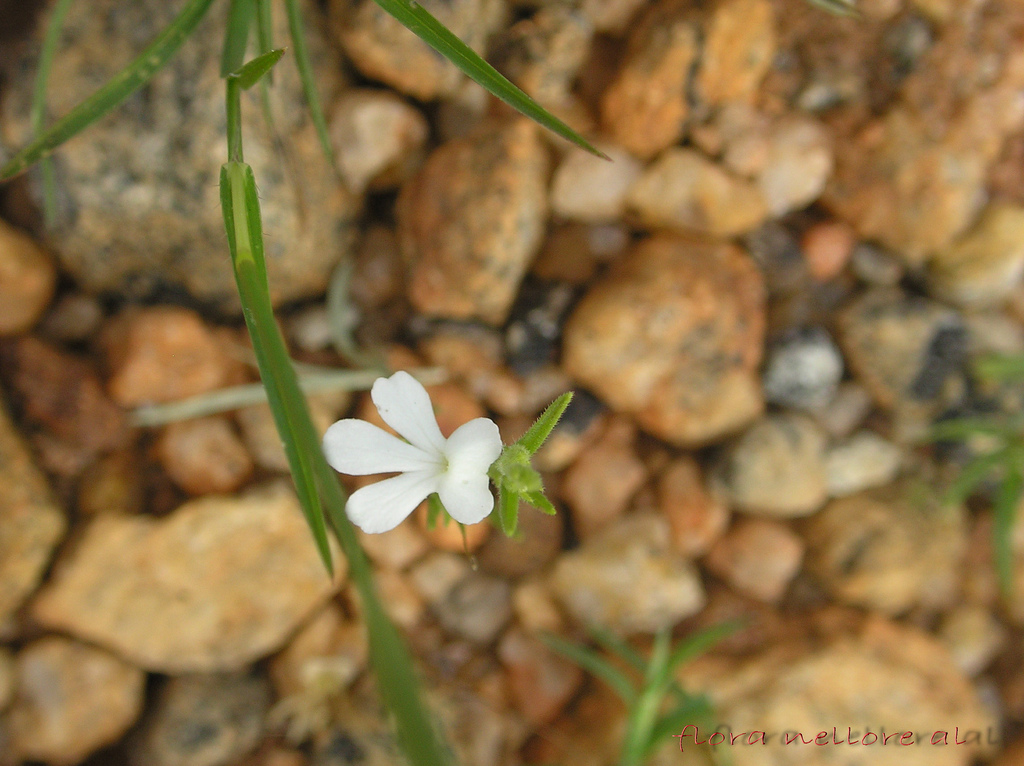
Striga angustifolia
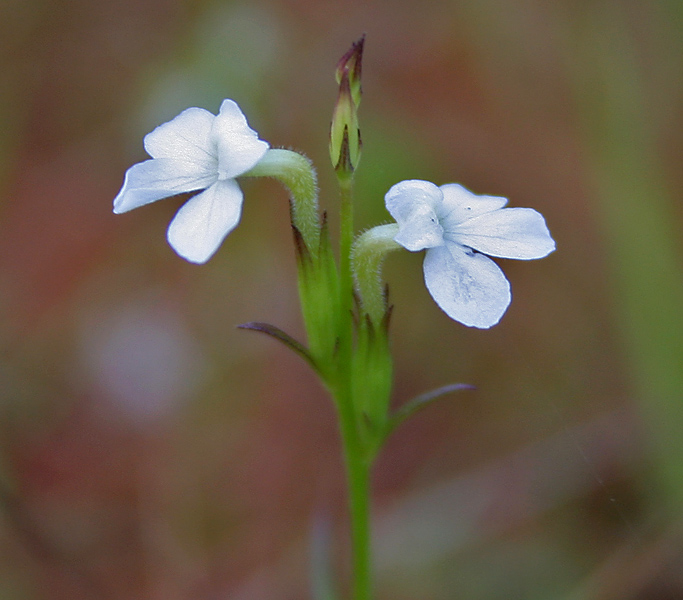
Striga densiflora
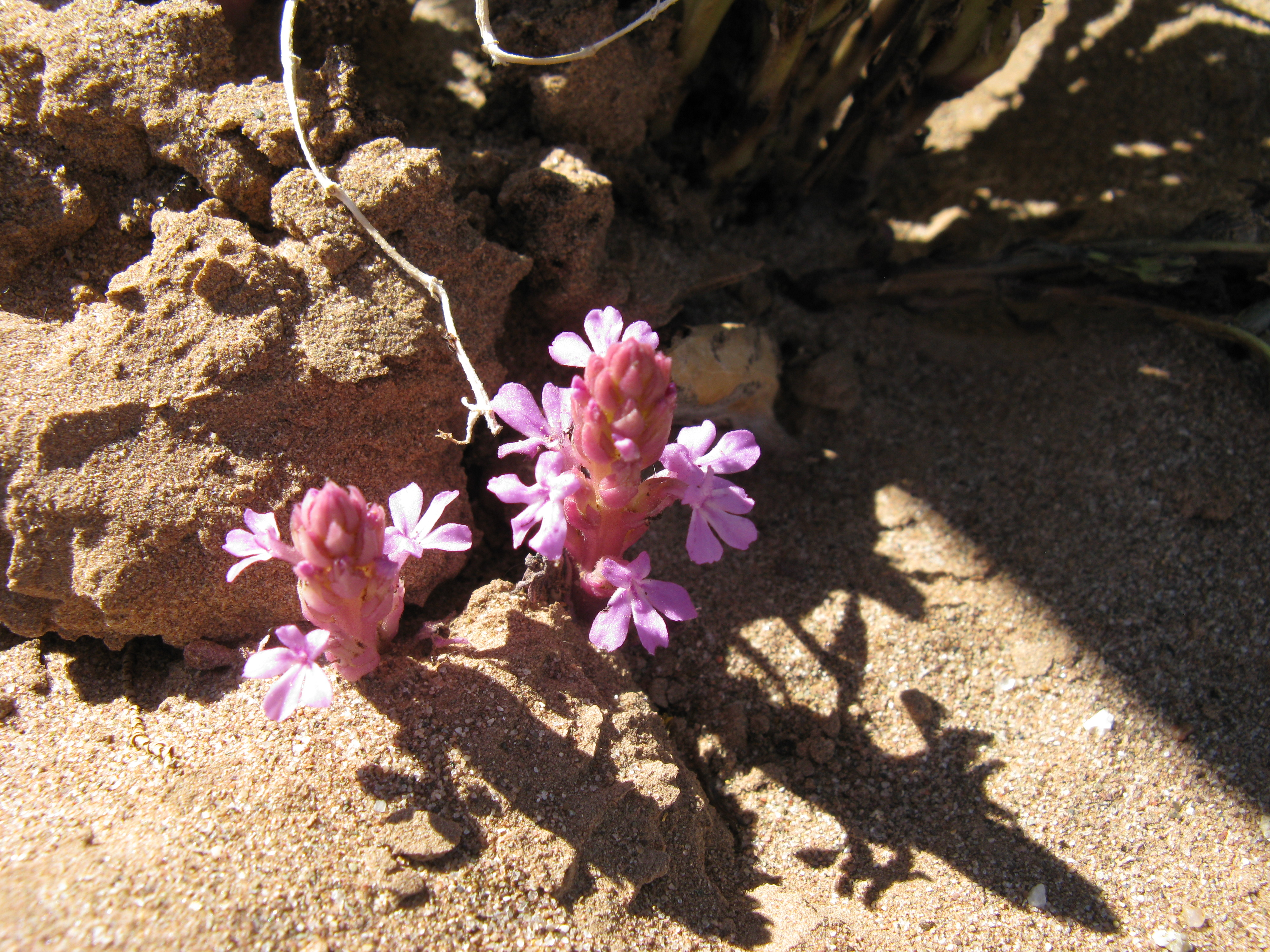
Striga gesnerioides